# Charlevoix (circonscription provinciale)
Pour les articles homonymes, voir Charlevoix (homonymie).
Circonscription électorale provinciale du Canada
Charlevoix est une ancienne circonscription électorale provinciale du Québec. Elle était située dans la région administrative de la Capitale-Nationale.

## Historique
Le district électoral de Charlevoix a été créée en 1855. À la création des districts électoraux provinciaux lors de la fondation de la confédération canadienne, il est conservé et devient l'un des 65 premiers districts électoraux provinciaaux. En 1912, il fut renommé Charlevoix-Saguenay, à la suite d'une fusion avec une partie de la circonscription de Chicoutimi-Saguenay. En 1948, Charlevoix-Saguenay sera scindée entre deux circonscriptions, soit Charlevoix et Saguenay.

## Territoire et limites
La circonscription de Charlevoix s'étend sur 7 307,9 km2. Elle comprend les 24 municipalités suivantes :
- Baie-Sainte-Catherine[1]
- Baie-Saint-Paul[2]
- Beaupré[2]
- Clermont[2]
- La Malbaie[2]
- Lac-Jacques-Cartier[3] (partie)
- Lac-Pikauba[3]
- Les Éboulements[1]
- L'Isle-aux-Coudres[1]
- Mont-Élie[3]
- Notre-Dame-des-Monts[1]
- Petite-Rivière-Saint-François[1]
- Sagard[3]
- Saint-Aimé-des-Lacs[1]
- Sainte-Anne-de-Beaupré[2]
- Saint-Ferréol-les-Neiges[1]
- Saint-Hilarion[4]
- Saint-Irénée[4]
- Saint-Joachim[4]
- Saint-Louis-de-Gonzague-du-Cap-Tourmente[4]
- Saint-Siméon[1]
- Saint-Tite-des-Caps[1]
- Saint-Urbain[4]
- Sault-au-Cochon[3]

## Liste des députés

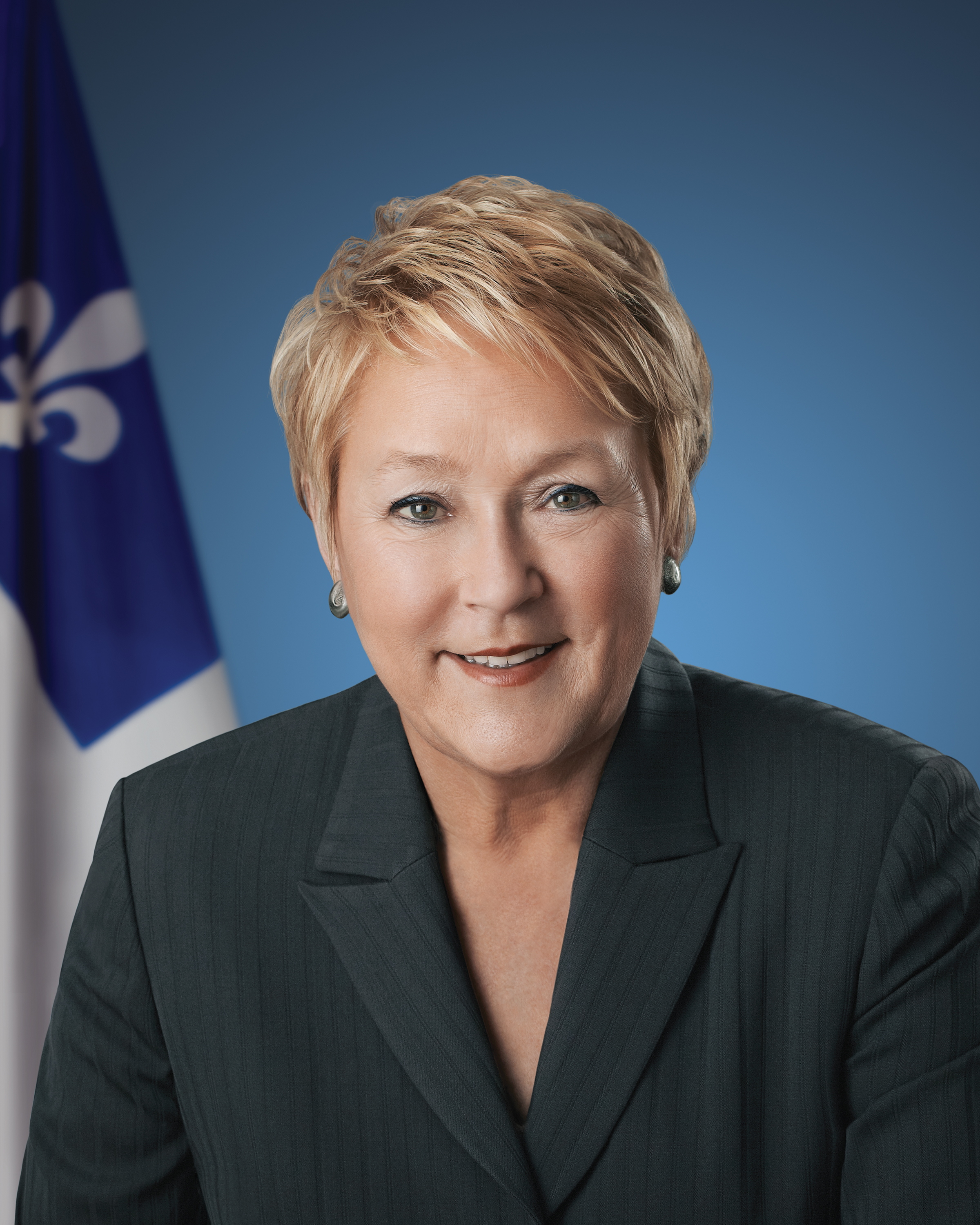
Pauline Marois est député de Charlevoix de 2007 à 2012 et de Charlevoix-Côte-de-Beaupré de 2012 à 2014 et première ministre du Québec de 2012 à 2014.

|                                      | 1867 - 1871 | Léon-Charles Clément | Conservateur    |
|                                      | 1871 - 1875 | Adolphe Gagnon       | Libéral         |
|                                      | 1875 - 1878 | Onésime Gauthier     | Conservateur    |
|                                      | 1878 - 1881 | Onésime Gauthier     | Conservateur    |
|                                      | 1881 - 1886 | Onésime Gauthier     | Conservateur    |
|                                      | 1886 - 1890 | Joseph Morin         | Libéral         |
|                                      | 1890 - 1892 | Joseph Morin         | Libéral         |
|                                      | 1892 - 1897 | Joseph Morin         | Libéral         |
|                                      | 1897 - 1900 | Pierre D'Auteuil     | Conservateur    |
|                                      | 1900 - 1904 | Joseph Morin         | Libéral         |
|                                      | 1904 - 1908 | Pierre D'Auteuil     | Conservateur    |
|                                      | 1908 - 1912 | Pierre D'Auteuil     | Conservateur    |
| voir Charlevoix-Saguenay (1912-1948) |             |                      |                 |
|                                      | 1948 - 1952 | Arthur Leclerc       | Union nationale |
|                                      | 1952 - 1956 | Arthur Leclerc       | Union nationale |
|                                      | 1956 - 1960 | Arthur Leclerc       | Union nationale |
|                                      | 1960 - 1962 | Arthur Leclerc       | Union nationale |
|                                      | 1962 - 1966 | Raymond Mailloux     | Libéral         |
|                                      | 1966 - 1970 | Raymond Mailloux     | Libéral         |
|                                      | 1970 - 1973 | Raymond Mailloux     | Libéral         |
|                                      | 1973 - 1976 | Raymond Mailloux     | Libéral         |
|                                      | 1976 - 1981 | Raymond Mailloux     | Libéral         |
|                                      | 1981 - 1985 | Raymond Mailloux     | Libéral         |
|                                      | 1985 - 1989 | Daniel Bradet        | Libéral         |
|                                      | 1989 - 1994 | Daniel Bradet        | Libéral         |
|                                      | 1994 - 1998 | Rosaire Bertrand     | Parti québécois |
|                                      | 1998 - 2003 | Rosaire Bertrand     | Parti québécois |
|                                      | 2003 - 2007 | Rosaire Bertrand     | Parti québécois |
|                                      | 2007        | Rosaire Bertrand     | Parti québécois |
|                                      | 2007 - 2008 | Pauline Marois       | Parti québécois |
|                                      | 2008 - 2012 | Pauline Marois       | Parti québécois |
| voir Charlevoix-Côte-de-Beaupré      |             |                      |                 |

Légende: Les années en italiques indiquent les élections partielles, tandis que le nom en gras signifie que la personne a été chef d'un parti politique.

## Résultats électoraux
|                                                                                             | Nom                      | Parti               | Nombre de voix | %      | Maj.  |
| ------------------------------------------------------------------------------------------- | ------------------------ | ------------------- | -------------- | ------ | ----- |
|                                                                                             | Pauline Marois (sortant) | Parti québécois     | 10 510         | 52,2 % | 4 269 |
|                                                                                             | Jean Luc Simard          | Libéral             | 6 241          | 31 %   | -     |
|                                                                                             | Mark Cadwell             | Action démocratique | 2 560          | 12,7 % | -     |
|                                                                                             | André Jacob              | Québec solidaire    | 343            | 1,7 %  | -     |
|                                                                                             | David Turcotte           | Vert                | 325            | 1,6 %  | -     |
|                                                                                             | Jean-Michel Harvey       | Indépendant         | 150            | 0,7 %  | -     |
| Total                                                                                       | Total                    | Total               | 20 129         | 100 %  |       |
| Le taux de participation lors de l'élection était de 61 % et 190 bulletins ont été rejetés. |                          |                     |                |        |       |

|                                                                                               | Nom                    | Parti                 | Nombre de voix | %      | Maj.  |
| --------------------------------------------------------------------------------------------- | ---------------------- | --------------------- | -------------- | ------ | ----- |
|                                                                                               | Pauline Marois         | Parti québécois       | 11 400         | 59,2 % | 4 275 |
|                                                                                               | Conrad Harvey          | Action démocratique   | 7 125          | 37 %   | -     |
|                                                                                               | David Turcotte         | Vert                  | 403            | 2,1 %  | -     |
|                                                                                               | Paul Biron             | Démocratie chrétienne | 135            | 0,7 %  | -     |
|                                                                                               | Claude Gagnon          | Indépendant           | 77             | 0,4 %  | -     |
|                                                                                               | Daniel Laforest        | Indépendant           | 64             | 0,3 %  | -     |
|                                                                                               | François Robert Lemire | Parti république      | 52             | 0,3 %  | -     |
| Total                                                                                         | Total                  | Total                 | 19 256         | 100 %  |       |
| Le taux de participation lors de l'élection était de 58,5 % et 163 bulletins ont été rejetés. |                        |                       |                |        |       |

|                                                                                             | Nom                        | Parti               | Nombre de voix | %      | Maj.  |
| ------------------------------------------------------------------------------------------- | -------------------------- | ------------------- | -------------- | ------ | ----- |
|                                                                                             | Rosaire Bertrand (sortant) | Parti québécois     | 9 099          | 37,7 % | 1 663 |
|                                                                                             | Conrad Harvey              | Action démocratique | 7 436          | 30,8 % | -     |
|                                                                                             | Jean-Guy Bouchard          | Libéral             | 6 541          | 27,1 % | -     |
|                                                                                             | David Turcotte             | Vert                | 553            | 2,3 %  | -     |
|                                                                                             | Lucie Charbonneau          | Québec solidaire    | 527            | 2,2 %  | -     |
| Total                                                                                       | Total                      | Total               | 24 156         | 100 %  |       |
| Le taux de participation lors de l'élection était de 74 % et 210 bulletins ont été rejetés. |                            |                     |                |        |       |

|                                                                                               | Nom                        | Parti                 | Nombre de voix | %      | Maj.  |
| --------------------------------------------------------------------------------------------- | -------------------------- | --------------------- | -------------- | ------ | ----- |
|                                                                                               | Rosaire Bertrand (sortant) | Parti québécois       | 10 131         | 43,6 % | 1 373 |
|                                                                                               | Denis Lavoie               | Libéral               | 8 758          | 37,7 % | -     |
|                                                                                               | Daniel Bouchard            | Action démocratique   | 3 998          | 17,2 % | -     |
|                                                                                               | Éric Tremblay              | UFP                   | 168            | 0,7 %  | -     |
|                                                                                               | Gabriel Tremblay           | Indépendant           | 105            | 0,5 %  | -     |
|                                                                                               | Philippe Thivierge         | Démocratie chrétienne | 62             | 0,3 %  | -     |
| Total                                                                                         | Total                      | Total                 | 23 222         | 100 %  |       |
| Le taux de participation lors de l'élection était de 71,7 % et 270 bulletins ont été rejetés. |                            |                       |                |        |       |

|                                                                                               | Nom                        | Parti                 | Nombre de voix | %      | Maj.  |
| --------------------------------------------------------------------------------------------- | -------------------------- | --------------------- | -------------- | ------ | ----- |
|                                                                                               | Rosaire Bertrand (sortant) | Parti québécois       | 13 648         | 56,6 % | 5 326 |
|                                                                                               | Claire Gagnon              | Libéral               | 8 322          | 34,5 % | -     |
|                                                                                               | Keven Tremblay             | Action démocratique   | 1 800          | 7,5 %  | -     |
|                                                                                               | Guillaume Tremblay         | Démocratie socialiste | 183            | 0,8 %  | -     |
|                                                                                               | Gabriel Tremblay           | Indépendant           | 158            | 0,7 %  | -     |
| Total                                                                                         | Total                      | Total                 | 24 111         | 100 %  |       |
| Le taux de participation lors de l'élection était de 76,5 % et 305 bulletins ont été rejetés. |                            |                       |                |        |       |

|                                                                                               | Nom                     | Parti           | Nombre de voix | %      | Maj.  |
| --------------------------------------------------------------------------------------------- | ----------------------- | --------------- | -------------- | ------ | ----- |
|                                                                                               | Rosaire Bertrand        | Parti québécois | 12 091         | 52,6 % | 3 105 |
|                                                                                               | Daniel Bradet (sortant) | Libéral         | 8 986          | 39,1 % | -     |
|                                                                                               | Guy Fontaine            | Indépendant     | 1 915          | 8,3 %  | -     |
| Total                                                                                         | Total                   | Total           | 22 992         | 100 %  |       |
| Le taux de participation lors de l'élection était de 76,3 % et 370 bulletins ont été rejetés. |                         |                 |                |        |       |

## Référendums
|  | Référendum                     | % du OUI | % du NON | Taux de participation |
|  | Référendum de 1980             | 42,42 %  | 57,58 %  | 83,58 %               |
|  | Accord de Charlottetown (1992) | 38,05 %  | 61,95 %  | 78,37 %               |
|  | Référendum de 1995             | 56,64 %  | 43,36 %  | 90,53 %               |